# Les Funambules
Pour les articles homonymes, voir Funambule (homonymie).
Les Funambules est un recueil de nouvelles d'Antoine Bello, paru en 1996. Il réunit cinq textes présentant des personnages lancés à la poursuite d'une perfection inaccessible.

## Résumé
Manikin 100 raconte, à travers les yeux de son apprenti, la quête du sculpteur de mannequins de bois Kreuzer qui a fait vœu de produire exactement 100 œuvres, chacune devant rendre caduque la précédente.
Soltino s'ouvre par une citation de Nietzsche, extraite d'Ainsi parlait Zarathoustra : « Tu as fait du danger ton métier, il n'y a là rien de méprisable. » C'est l'histoire d'un funambule, Soltino, dont l'impresario propulse la carrière en lui faisant tendre son fil plus haut à chaque sortie. Ce qui n'était au départ qu'un stratagème commercial se transforme peu à peu en obsession pour Soltino et finit par causer sa perte.
Dans Go Ganymède !, l'astronaute américain Jim Mute est choisi par son gouvernement en 2068 pour embarquer à bord d'un vaisseau qui, une fois parvenu à sa destination, sera condamné à tourner éternellement autour de Jupiter sans espoir de retour. L'histoire est racontée à travers quatre éditions espacées d'un an d'un fanzine consacré au projet Ganymède.
Dans Le Dossier Krybolski, un homme, Fiodor Sadarov, décrypte jusqu'à en devenir fou les écrits d'un célèbre joueur de quilles, Igor Kryboslki, dans l'espoir qu'ils recèlent un appel à renverser le gouvernement soviétique.
Enfin, L'Année Zu se présente comme un article paru dans La Revue française de philologie qui revient sur l'exceptionnel destin de l'écrivain minimaliste Maximilien Zu. Chaque livre de Zu était plus court que le précédent. Son dernier roman, Disparition, ne comptait que 89 mots et concluait une trilogie qui fut réunie dans un coffret de quatre pages.

## Réception critique
Les Funambules est le premier livre publié par Antoine Bello. Il a reçu le prix littéraire de la Vocation Marcel Bleustein-Blanchet à sa sortie en 1996 et a figuré sur la première liste du Prix Renaudot.

La nouvelle Manikin 100, qui ouvre le livre, avait par ailleurs, reçu le Prix du jeune écrivain de langue française trois ans plus tôt.

Dans l'ensemble, la presse a salué la sortie des Funambules. Dans Lire, Carole Vantroys qualifie « ce coup d'essai de performance ». Pierre Sempé renchérit dans la revue Études, parlant de « coup de maître ». « Le style d’A. Bello est simple, sobre et précis.  Dans le tragique, dont l‘humour n’est pas absent, aussi bien que dans le plaisant, il stimule l’imagination et provoque la réflexion. » Dans La République du Centre, Clément Borgal note : « Chacune des cinq nouvelles de ce recueil se savoure comme un roman, non pas à cause de l’intrigue, mais a cause de la façon dont elle est racontée. Un grand luxe de détails, une précision extraordinaire, une remarquable simplicité des phrases.  Autant d’éléments qui conduisent à lire ces histoires comme des sortes de faits divers, comme des récits d’aventures présentes ou passées, sur l’authenticité desquelles on s’interroge à peine, emporté par le flux magique de la relation. ».